# 阿德兰 (得克萨斯州)
阿德兰（Addran）是美国德克萨斯州霍普金斯县的一个非建制地区。

## 历史
1890年阿德兰建立了一个邮局，一直运行到1906年。这个社区是以阿德兰男女学院命名的。